# Upplands runinskrifter 272
Upplands runinskrifter 272 är ristad på en runsten som sitter inmurad i ytterväggen på Hammarby kyrka i Upplands Väsby. Inskriften som har en sirlig ornamentik fylld av slingor, nämner ett brobygge och innehåller en kristen bön. Den är daterad till 1000-talet e.Kr.[källa behövs]
Stenen är 1,15 meter hög och 0,6 meter bred. Runhöjden är 4-8 centimeter.

## Inskrift
Translitterering av runraden:
× iafurfost × l... ...- × istain × auk × bru × (k)(i)(a)(r)(u)(a) × ----(ʀ) ...na × sun sin × kuþ ihialbin × sialu × ans ×
Normalisering till runsvenska:
Iofurfast l[et ræisa] stæin ok bro gærva [æfti]ʀ ... sun sinn. Guð hialpin sialu hans.
Översättning till nusvenska:
Juvurfast lät resa stenen och göra bron efter ... sin son. Gud hjälpe hans själ.